# 마쓰마루 데이이치
마쓰마루 데이이치(일본어: 松丸 貞一, 1909년 2월 28일 ~ 1997년 1월 6일)는 일본의 축구 선수이다.

## 국가대표팀 경력
그는 1934년 극동 선수권 대회에 참가할 일본 국가대표팀에 발탁되었으며, 5월 13일 네덜란드령 동인도와의 경기에서 데뷔했다. 그는 국제 A매치 통산 3경기에 출전했다.

## 통계
| 일본 | 일본 | 일본 |
| 연도 | 출전 | 득점 |
| ---- | ---- | ---- |
| 1934 | 3    | 0    |
| 통산 | 3    | 0    |